# بيرند شنايدر (سائق فورمولا 1)
بيرند شنايدر (بالألمانية: Bernd Schneider)‏ (و. 1964  م) هو سائق فورمولا 1، من ألمانيا، ولد في سنكت اينغبرت، شارك في لو مان 24 ساعة.